# Ghettokända
Ghettokända är ett album av artisten Jaffar Byn. Albumet innehåller tolv låtar, och gästas av Jr4 Silver, Maysa, Adel, A-Keyy, Yasin, Z.E, Blizzy och N.

## Låtar på albumet
| Nr  | Titel                        | Längd | Notering |
| --- | ---------------------------- | ----- | -------- |
| 1.  | Guldrushen (med Jr4 Silver)  | 3:54  |          |
| 2.  | Olyckliga tjejen (med Maysa) | 4:01  |          |
| 3.  | Betongen (med Adel)          | 4:45  |          |
| 4.  | Cashmaskiner (med A-Keyy)    | 3:37  |          |
| 5.  | Lilla Mogadisho (med Yasin)  | 5:00  |          |
| 6.  | Regnskogen (med Z.E)         | 4:00  |          |
| 7.  | Jag ber en bön (med Z.E)     | 3:54  |          |
| 8.  | Stora namn (med Blizzy)      | 3:43  |          |
| 9.  | Aldrig signa (med Yasin)     | 3:47  |          |
| 10. | Djävulens kunder             | 3:42  |          |
| 11. | Utvalda barnen               | 3:42  |          |
| 12. | Filterlösa (med N)           | 4:00  |          |